# Cryptonchus abnormis
Cryptonchus abnormis is een rondwormensoort uit de familie van de Cryptonchidae. De wetenschappelijke naam van de soort is voor het eerst geldig gepubliceerd in 1933 door Allgén.